# Embalse Mechra Homadi

El embalse Mechra Homadi  es un embalse situado en Marruecos sobre el  Muluya, en la región geográfica del Rif oriental, a caballo entre las provincias de Nador y la de Berkan. Fue diseñado por el estudio de  Alfred Stucky, ingeniero de la empresa Campenon-Bernard encargada de la ejecución de los trabajos, y puesto en servicio en 1955.Ministère marocain délégué auprès du ministère de l’Énergie, de l'Eau et de l'Environnement, chargé de l'Eau. «Grands barrages du royaume - Mechra Homad». www.water.gov.ma. Archivado desde el original el 10 de junio de 2015. Consultado el 9 août 2015.</ref>

## Presentación
Situado en  Sabra, al sur de Zaio, permite la producción de naranjas, aceitunas, y de uvas. De tipo hormigón-peso, tiene una altura sobre fundación de 57 m.  con una longitud en coronación de 215 m. El aliviadero de riadas está concebido para absorber una riada de hasta 6 000 m3/s.